# Aricidea hartleyi
Aricidea hartleyi är en ringmaskart som beskrevs av Blake in Blake, Hilbig och Scott 1996. Aricidea hartleyi ingår i släktet Aricidea och familjen Paraonidae. Inga underarter finns listade i Catalogue of Life.